# اس‌تی‌اس-۵۴
اس‌تی‌اس-۵۴(به انگلیسی: اس‌تی‌اس-۵۴) یکی از ماموریت‌های برنامه شاتل فضایی ناسا بود که با استفاده از فضاپیمای اندور صورت گرفت. این سومین پرواز شاتل اندور بود و در  تاریخ ۱۳ ژانویه ۱۹۹۳ پرتاب شد. 
بار اصلی این فضاپیما پنجمین ماهواره ردیابی و بازپخش داده‌ها (TDRS-F) بود که در روز اول ماموریت مستقر شد و بعداً با موفقیت توسط یک موتور تقویت کننده به مدار مناسب خود منتقل شد. 

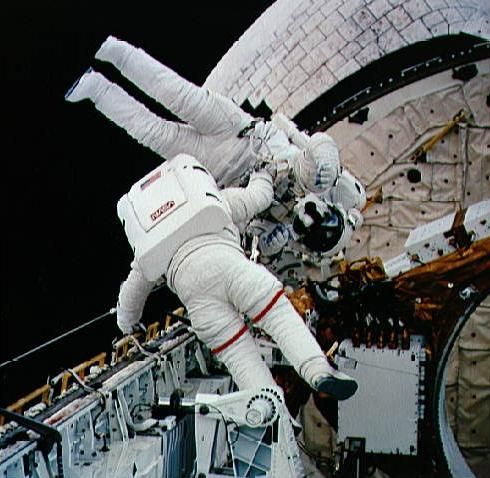
هاربو و رونکو در طی راهپیمایی فضایی